# قمرة المركبة الجوية

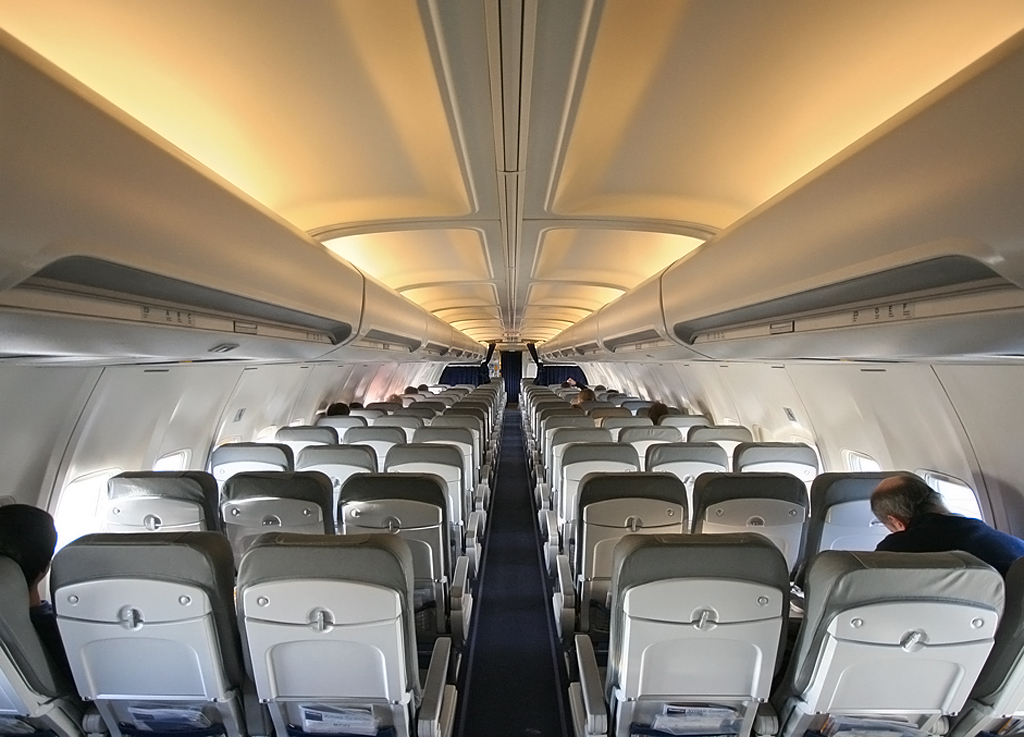
قمرة بوينغ 737 (درجة اقتصادية) بترتيب مقاعد اعتيادي

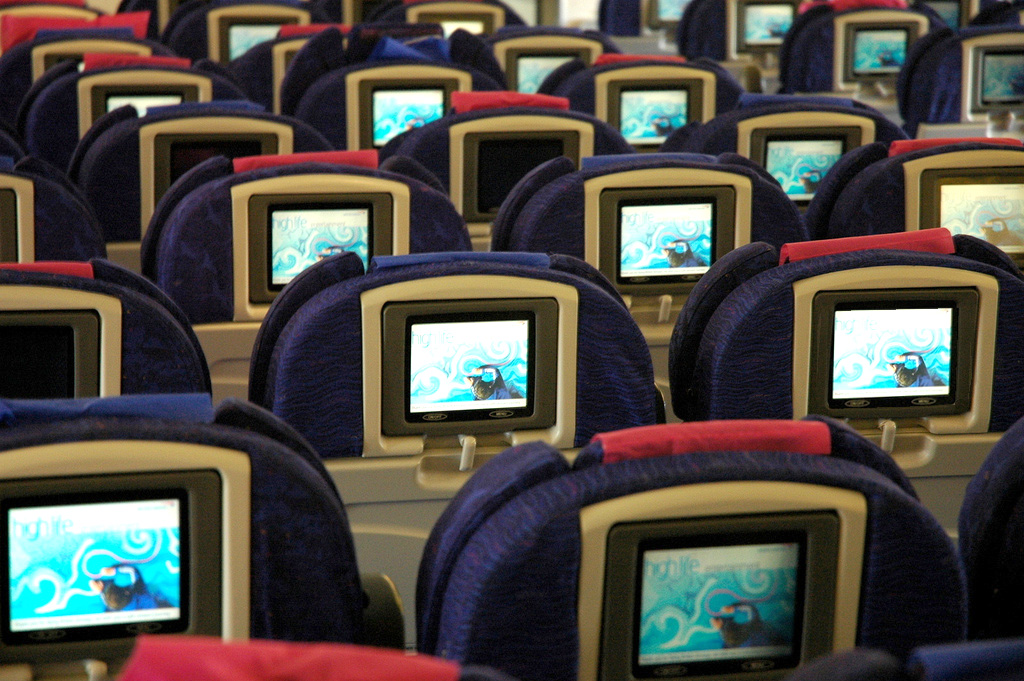
مقصورة الخطوط الجوية البريطانية

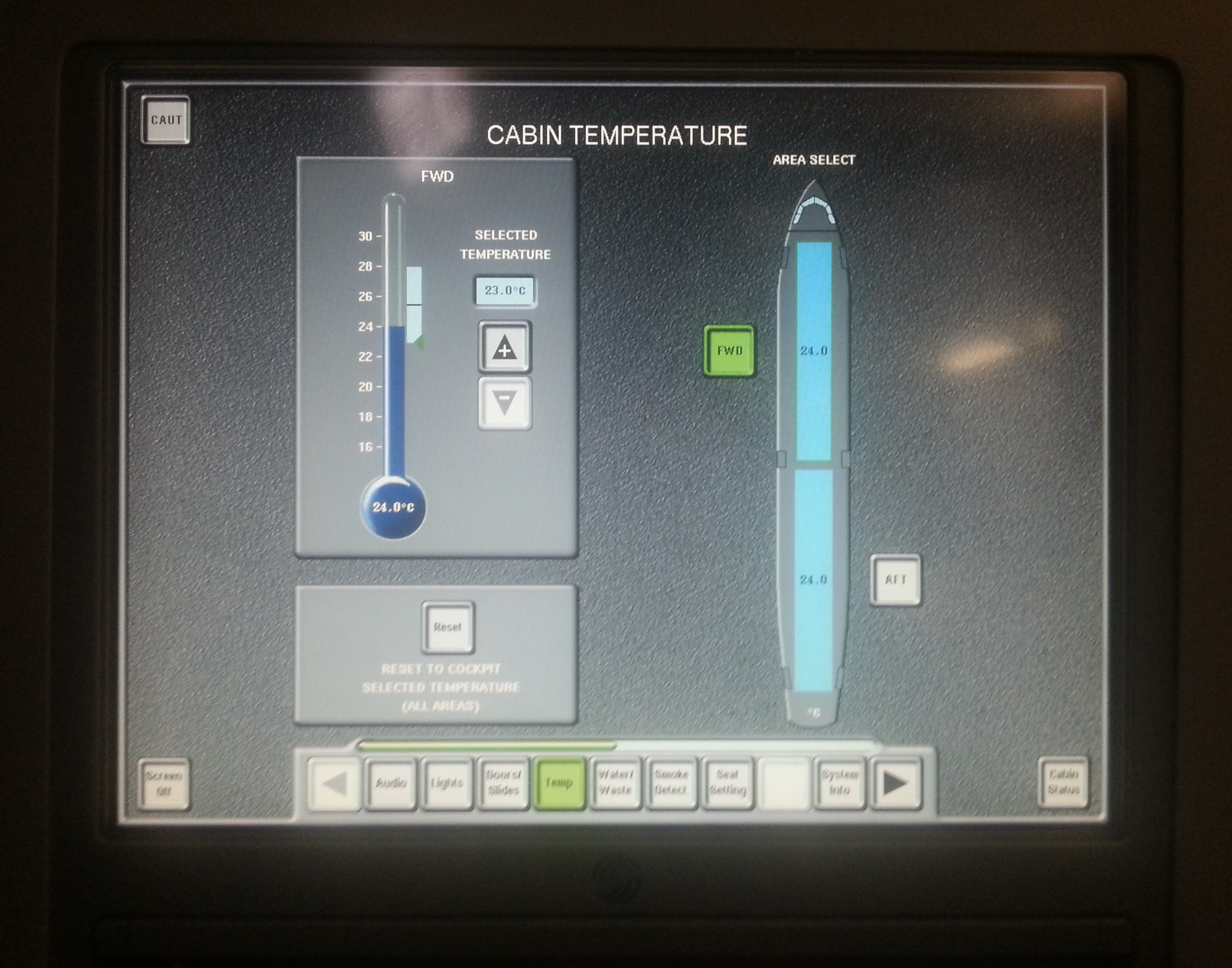
نظام التحكم في القمرة على متن أيرباض A319

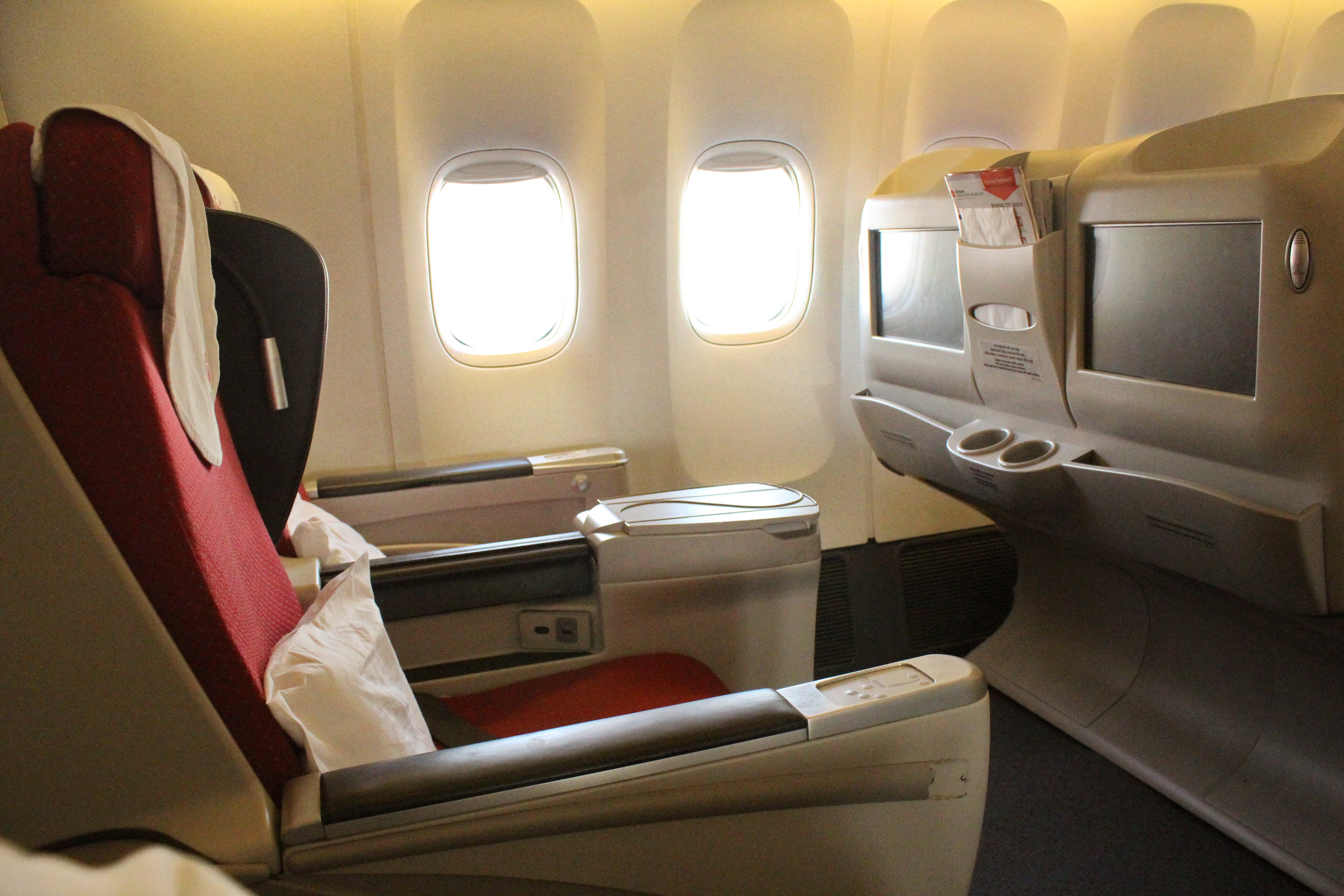
قمرة فئة الأعمال في بوينغ 777 مشغله بواسطة خطوط بيمان بنغلاديش الجوية

قمرة الطائرة هي القسم من المركبة الجوية والذي يمكن المسافرين من السفر. في على ارتفاعات  الطائرات التجارية الغلاف الجوي الذي يحيط يكون ضئيل للغاية للمسافرين والطاقم للتنفس بدون أقنعة الأوكسجين، لذا القمرة تقوم بالضغط أكثرمن الضغط المحيط في الارتفاعات. 
في طائرات السفر جوا، خصوصاً في طائرة رحلات، تقسم القمرة إلى عدة أجزاء. وتتضمن أقسام فئة السفر [الإنجليزية]، في الطائرات المتوسطة والكبيرة، أماكن لمضيف الطيران، مطبخ الطائرة، و المخزن لخدمات الرحلة، المقاعد عادةً تكون مرتبة في صفوف وأزقة. كلما علت فئة السفر كلما زادت المساحة. مقصورات السفر لفئات سفر مختله عادةً تكون مقسمة بستائر، ويطلع عليها فاصلة الفئات، لكن ليس في كل الخطوط الجوية. لا يسمح للمسافرون بزيارة قمرات فئات السفر الأعلى في الطائرات التجارية.